# Crittenden Marriott
Crittenden John Marriott (Baltimora, 20 marzo 1867 – Washington, 28 marzo 1932) è stato un romanziere, sceneggiatore e regista statunitense.

## Biografia
Nato nel 1867 in Maryland, a Baltimora, il romanziere Crittenden Marriott - autore di The Isle of Lost Ships - lavorò negli anni dieci per il cinema, dove alcune sue storie vennero adattate per lo schermo anche negli anni venti. Nel 1915, si era cimentato nella regia, firmando il cortometraggio A Night in Kentucky prodotto dall'Essanay Film Manufacturing Company, una casa di produzione di Chicago presso la quale Marriott aveva iniziato la sua breve carriera cinematografica.

## Filmografia

### Sceneggiatore
- On the Little Mill Trace, regia di Lawrence C. Windom - storia (1915)
- Sapville's Stalwart Son (1916)
- The Romance of the Hollow Tree
- Her Father's Gold
- The Isle of Lost Ships, regia di Maurice Tourneur - romanzo The Isle of Dead Ships (1923)
- Nel Mar dei Sargassi (The Isle of Lost Ships), regia di Irvin Willat - romanzo The Isle of Dead Ships (1929)

### Regista
A Night in Kentucky (1915)